# Бой у мыса Св.Матфея
Бой у мыса Св. Матфея — произошедшее 10 августа 1512 г. в рамках войны Камбрейской лиги морское сражение между Англией и Францией, завершившееся победой первой стороны. Вместе с битвой в Те-Соленте является первыми и единственными сражениями королевского флота при Тюдорах до наступления эпохи правления королевы Елизаветы . 

## Предыстория
Хотя война Камбрейской лиги велась в значительной степени в Италии, в ней приняли участие практически все значительные державы Западной Европы, включая Францию, Англию и Бретань. Последняя в то время была независимой от Франции, хотя они были тесно связаны.
Когда в апреле 1512 года разразилась война с Францией, Эдуард Говард был назначен адмиралом флота, посланного королем Генрихом VIII для контроля над морем между Брестом и устьем Темзы. Ховард захватывал суда разных стран под предлогом перевозки французских грузов. В начале июня он сопровождал в Бретань армию под командованием 2-го маркиза Дорсета Томаса Грея, направленную на отвоевание Гиени. Затем Говард совершил набег на Ле-Конке и Крозон на бретонском побережье. В течение июня и июля он контролировал Ла-Манш и, как говорят, захватил более 60 судов. К августу в Бресте собрался французско-бретонский флот; Говард двинулся ему навстречу для сражения.

## Битва

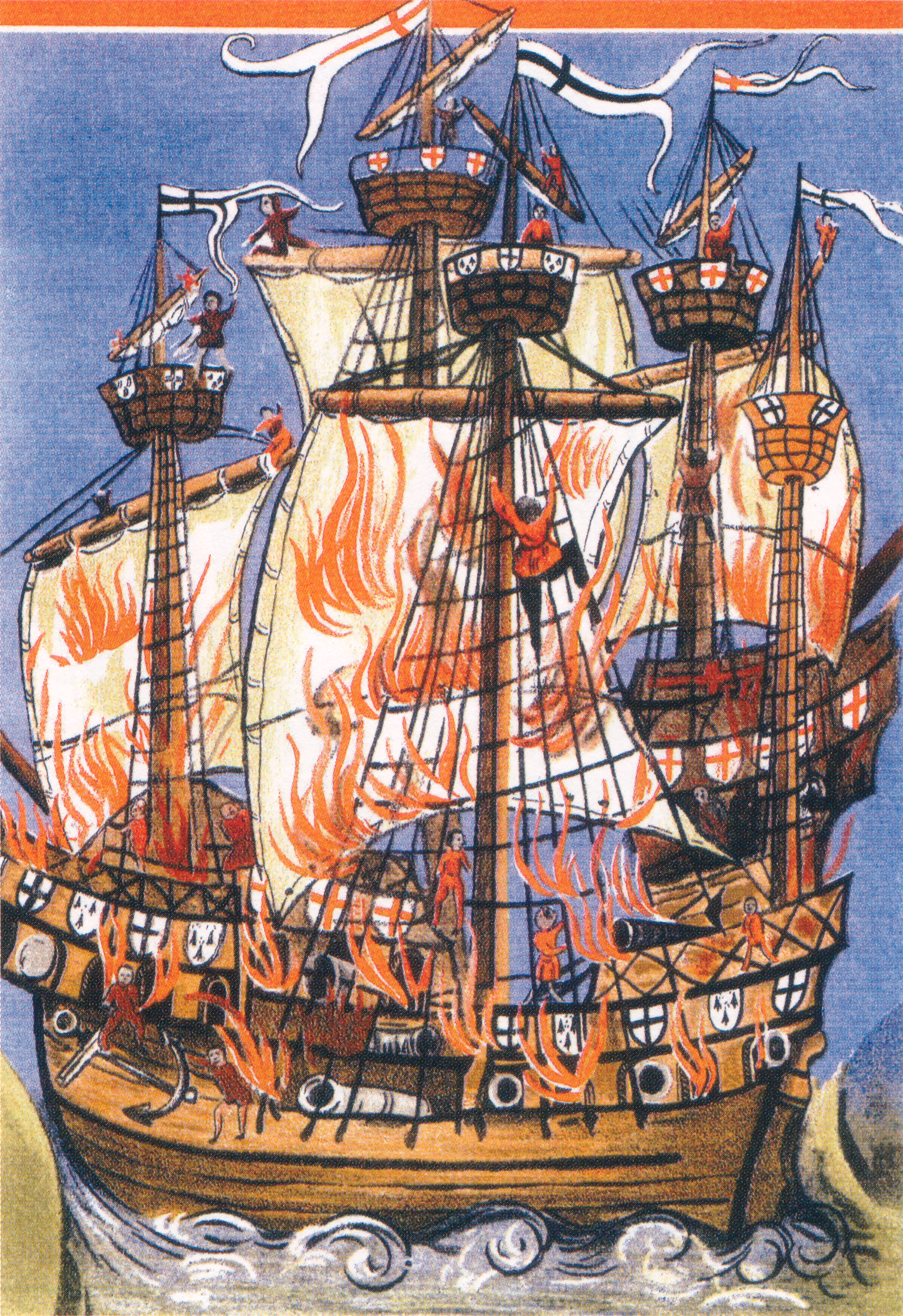
Бой Marie-la-Cordelière и Регента.

Хорошо осведомленные о франко-бретонских манёврах, англичане застали их врасплох, стоя на якоре. Будучи неподготовленными, столкнувшись с превосходящим флотом англичан, французские и бретонские корабли перерезали якорные канаты и расправили паруса. На бретонском флагмане, каракке «Мария ла Кордельер» (Marie la Cordelière), случайно находилось в это время около 300 гостей, включая женщин. В спешке Эрве де Портсмогер, капитан корабля, не смог их высадить, и таким образом команда была усилена теми «невольными» комбатантами, которые, однако, храбро сражались.
Два главных французских корабля, «Мария ла Кордельер» и «Маленькая Луиза» (Petite Louise), столкнулись с противником, чтобы прикрыть отход остального флота к порту Брест. Под английским огнём «Мария ла Кордельер», являвшаяся одним из крупнейших военных кораблей своего времени, подплыла к самому крупному и сильному английскому кораблю «Регент» водоизмещением 600 тонн. «Суверен» и «Мэри Джеймс» бросились на помощь регенту и окружили «Марию ла Кордельер», в то время как превосходящий огонь «Мэри Роуз» сильно повредил «Маленькую Луизу», которая была вынуждена отступить. Таким образом, «Мария ла Кордельер» практически осталась в одиночестве, окружённая английским флотом, за исключением небольшого судна «Nef-de-Dieppe», который преследовал английские корабли. Пушки «Марии ла Кордельер» сумели снести мачты с «Суверена» и «Мэри Джеймс», которые стали неуправляемыми и дрейфовали в море Ируаз.
Несмотря на начавшийся на «Марии ла Кордельер» пожар, её капитан Эрве де Портцморгер приказал атаковать «Регента», на борт англичанина были заброшены абордажные крюки, и два корабля оказались связанными вместе. Французские моряки устремились на палубу «Регента», чей экипаж пополнился за счёт других английских кораблей. Небольшой «Nef-de-Dieppe» в ходе манёвров вёл успешный обстрел этих подкреплений. Палуба «Регента» была залита кровью, когда вдруг «Мария ла Кордельер» неожиданно взорвалась. Пламя перекинулось на английское судно, и оба корабля затонули. Экипажи обоих кораблей почти полностью погибли — выжили только 20 раненых бретонских моряков из 1250 и 60 из 460 англичан. Ховард был опустошен смертью командира «Регента» Найвета и поклялся, что «никогда не увидит короля в лицо, пока не отомстит за смерть благородного и доблестного рыцаря, сэра Томаса Найвета».
В течение следующих двух дней, когда французский флот находился в Бресте, английский флот захватил или уничтожил тридцать два французских корабля и вернулся в Англию. В результате помолвки сэр Эдвард Ховард был назначен лордом-адмиралом Генрихом VIII.

## В бретонской культуре
Бретань и Франция в то время все ещё были отдельными государствами, объединёнными только династически через брак герцогини Анны с королем Франции Людовиком XII. Таким образом, объединение французского и бретонского флотов стало первым значительным военным действием, в котором они сражались вместе, через двадцать четыре года после междоусобной битвы при Сент-Обене. Таким образом, в Бретани это стало символом единства между Бретанью и Францией.
Гибель бретонского корабля «Мария ла Кордельер» быстро стала известной. Французские поэты Юмбер де Монморе и Жермен де Бри написали об этом стихи. Последняя работа представила настолько преувеличенно героическую версию смерти Эрве де Портцмогера, что вызвало сатирическую реакцию Томаса Мора и привело к литературной битве последнего с де Бри. Смерть де Портцмогера в день Святого Лаврентия (10 августа) позже преподносилась как преднамеренный акт самоотверженного героизма. Предполагается, что перед подрывом корабля во избежание его захвата он сказал: «Мы отпразднуем праздник Святого Лаврентия, погибшего в огне» (фр. Nous allons fêter Saint Laurent qui périt par le feu!). Нет доказательств того, что взрыв был преднамеренным, и в ранних литературных источниках подобные утверждения не встречаются. Эта версия была отмечена бретонским поэтом Теодором Ботрелем, похожую версию изображает Алан Саймон в песне Marie la Cordelière из оперы «Анна Бретонская» (2008).
В 2018 году французское правительство искало обломки затонувших военных кораблей «Кордельер» и «Регент».